# الهانان هلپمن
الهانان هلپمن (Elhanan Helpman) (به عبری: הלפמן אלחנן) (زاده ۳۰ مارس ۱۹۴۶)، یک اقتصاددان اهل اسرائیل است و در حال حاضر استاد تجارت بین‌الملل گالن ال. استون در دانشگاه هاروارد می‌باشد. او همچنین پروفسور ممتاز دانشکده اقتصاد ایتان برگلس در دانشگاه تل آویو است. به گفته IDEAS/RePEc، هلپمن در میان سی اقتصاددان مورد استناد جهان قرار دارد.

## زندگی‌نامه
هلپمن در سال ۱۹۴۶ در جلال‌آباد اتحاد جماهیر شوروی به دنیا آمد و به همراه خانواده خود به اسرائیل مهاجرت کرد. او قصد داشت در رشته مهندسی تحصیل کند، اما خیلی زود نظرش تغییر نمود. هلپمن از دوستی قصه کرد که اقتصاد خوانده بود و اغلب کتاب درسی ضخیم ساموئلسون را به کلاس‌های عصرش می‌برد. یک روز هلپمن به‌طور اتفاقی کتاب را ورق زد، اما نتوانست از آن دست بکشد. در آن زمان بود که فهمید خوش دارد که یک اقتصاددان شود. علاقه او به مطالعه در زمینه‌های مختلف، روی‌کرد او به دانش را مشخص می‌کرد و به او این امکان را می‌داد تا در زمینه‌های مختلف پژوهش نماید.
او دو بار از دانشگاه تل آویو فارغ‌التحصیل شد؛ یک‌بار در مقطع لیسانس در رشته اقتصاد و آمار (۱۹۶۹) و بار دیگر به عنوان یکی از اولین فارغ‌التحصیلان مقطع کارشناسی ارشد اقتصاد (۱۹۷۱). سه سال بعد، هلپمن کامیاب شد تا در رشته اقتصاد در هاروارد دکترای بگیرد. وقتی وی به دانشگاه تل آویو بازگشت، در سمت یک مدرس و سپس پروفسور دانشگاه (۱۹۷۴–۲۰۰۴) خدمت کرد. او که قبلاً خدمات زیادی در سه زمینه جداگانه اقتصاد ارائه داده بود، در سال ۱۹۹۷موافقت کرد که به دانشگاه هاروارد بازگردد.
او با روث هلپمن ازدواج کرد و حاصل این ازدواج دو دختر است. همسر و دو دختر او در سطوح بلند به‌گونه مسلکی آموزش دیده‌اند. هلپمن به عنوان یک مرد نوگرا که علایق مختلفی دارد، شیفته اوپِرا است.

## حرفه
خدمات هلپمن شامل مطالعات بیلانس پرداخت‌ها، طرح‌های تبدیل نرخ ارز، برنامه‌های تثبیت و بدهی خارجی است. با این حال، مهم‌ترین آن‌ها، مطالعات وی در زمینه تجارت بین‌الملل، رشد اقتصادی و اقتصاد سیاسی می‌باشد. او یکی از بنیان‌گذاران «نظریه تجارت نوین» و «نظریه رشد نوین» است که بر نقش صرفه‌جویی مقیاس و رقابت ناقص تأکید دارد. بخش اعظم مطالعات او در زمینه تجارت، رشد و اقتصاد سیاسی در هفت کتاب خلاصه شده‌است: ساختار بازار و تجارت خارجی (با پل کروگمن)، سیاست تجاری و ساختار بازار (با پل کروگمن)، نوآوری و رشد در اقتصاد جهانی (با جین گروسمن)، سیاست منافع ویژه (با جین گراسمن)، گروه‌های ذینفع و سیاست تجاری (با جین گراسمن)، رمز و راز رشد اقتصادی و درک تجارت جهانی.
همچنین هلپمن اقتصاد اسرائیل را مورد مطالعه قرار داده و در بحث‌های سیاسی اسرائیل شرکت فعال داشته‌است. او عضو هیئت مشوریی بانک اسرائیل، شورای برنامه‌ریزی ملی و شورای ملی تحقیق و توسعه بود. علاوه بر این، وی یکی از اعضای هیئت مدیره بانک هاپُعلیم بود.
هلپمن در هیئت تحریر چندین مجله علمی خدمت کرده‌است و به عنوان سردبیر مشترک مجله اقتصاد بین‌المللی و فصل‌نامه اقتصاد و سردبیر مجله اقتصادی اروپا همکاری نموده‌است. او عضو انجمن اقتصادسنجی و عضو شورای آن بود. هلپمن سخنرانی‌های مهمی را ارائه کرد؛ از جمله سخنرانی یادبود فرانک گراهام در دانشگاه پرینستون، شومپیتر انجمن اقتصادی اروپا که وی عضو آن نیز می‌باشد، سخنرانی‌های والراس بولی و فریش از انجمن اقتصادسنجی و اوهلین در مدرسه اقتصاد استکهلم. هلپمن عضو آکادمی علوم و علوم انسانی اسرائیل، عضو افتخاری آکادمی علوم و هنر آمریکا، عضو مسؤول آکادمی بریتانیا، عضو آکادمی علوم و هنر اروپا و عضو برجسته انجمن اقتصادی آمریکا است. او رئیس انجمن اقتصادی اسرائیل و رئیس انجمن اقتصادسنجی بود. همچنین از سوی دانشگاه کاتولیک لوون دانشگاه ورشو به او دکترای افتخاری اعطا شد. او از سال ۲۰۰۴ الی ۲۰۱۴ مدیر «برنامه موسسات، سازمان‌ها و رشد» در مؤسسه تحقیقات پیشرفته کانادا(CIFAR) بود. او نشان یادبود ماهالانوبیس، پاداش‌های برنهارد هارمز، روچیلد، اِمِت، نمرز، اوناسیس، مرزهای دانش بنیاد بی‌بی‌وی‌اِی، پاداش ژان ژاک لافونت، و پاداش اسرائیل را دریافت نموده‌است.